# Нормандська мова

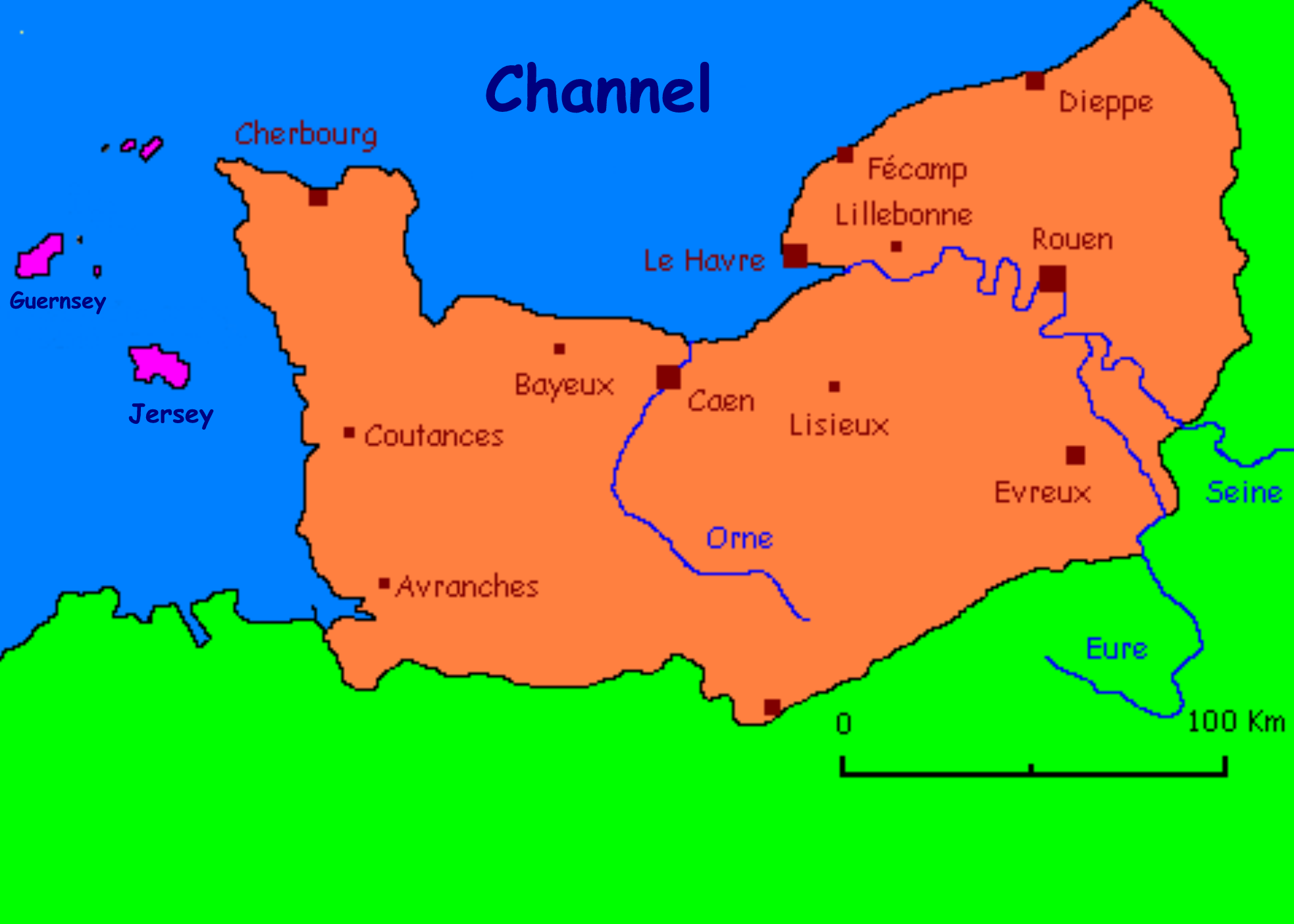
Поширення нормандської мови

Нормандська мова (Normaund, фр. Normand, гернс.: Normand, джер.: Nouormand) — одна з ойльських романських мов. Здебільшого письмові форми нормандської та сучасної французької є взаємно зрозумілими. Філософ тринадцятого сторіччя Роджер Бекон був першим, хто виділив його разом з іншими діалектами, такими як пікардський і бургундський. Сьогодні, хоча вона не має жодного офіційного статусу, деякі звіти Міністерства культури Франції визнають її однією з регіональних мов Франції.
Також для позначення цієї мови використовується термін нормандсько-французька мова, однак цим терміном також узагальнено називають англо-нормандську і французьку законну мову, що раніше використовувалася в юридичній практиці у Великій Британії. Вживається у Франції, Нормандії та на Нормандських островах, що належать Сполученому Королівству.

## Географічне поширення
Нормандська мова є розмовною мовою в Нормандії, однак статусу офіційної мови вона не має, вважається регіональною мовою Франції (але не є регіональною, оскільки Франція не ратифікувала Європейську хартію регіональних мов).
На Нормандських островах нормандська мова поширена роздроблено, проте вона не є ізольованою.
У рамках Британо-Ірландської Ради, британським та ірландським урядами на островах Джерсі регіональним визнаний гернсійський діалект, на острові Гернсі — гернсійський діалект, і саркський діалект на острові Сарк. Саркський діалект є видозміною джерсійського діалекту, який вживався колоністами з Джерсі, що поселилися на безлюдному острові в XVI столітті.
Останні носії олдернійського діалекту, для яких він був рідним, померли в XX столітті, проте деякі жителі Олдерні досі розмовляють на цьому діалекті.
Гермський діалект, який був поширений на острові Герм, також вимер, проте дата його зникнення невідома.
Ізоглоса, названа лінією Жорі, поділяє північні і південні діалекти нормандської мови (лінія, що проходить від Гранвіля на березі Ла-Маншу до бельгійського кордону). Існують також відмінності між західними і східними діалектами.